# Cooperação Asplande
A Cooperação Asplande (Assessoria & Planejamento para o Desenvolvimento), é uma organização não governamental brasileira fundada em 1992 que luta pelos direitos humanos e contra a discriminação, com o objetivo de contribuir por meio de ações que fomentam o desenvolvimento e empreendedorismo de mulheres residentes em favelas na região metropolitana do Rio de Janeiro.  

## Reconhecimento e Associações
As ações da Cooperação Asplande receberam o reconhecimento do programa de empreendedores sociais da Ashoka, em 1997.
A Cooperação também é associada à Organização em Defesa dos Direitos e Bens Comuns (Abong) e ao Consulado da Mulher, entre outras. Além disso, recebe patrocínio da Petrobras.

## Equipe
Mônica Francisco, consultora na Asplande, conta um pouco sobre o cenário que deu base ao projeto Mulheres em Rede Tecendo Teias de Solidariedade e Conhecimento em uma coluna publicada no Jornal do Brasil .
Dayse Maria Valença Ferreira, administradora da Asplande, foi reconhecida pela Ashoka como uma pessoa dedicada à encorajar cidadãos em situação de pobreza a se engajar no empreendedorismo por meio do treinamento contínuo do indivíduo. A sua jornada começou com um trabalho similar no estado de Pernambuco . 

## Ações

### Encontro de Trocas de Experiências entre Empreendimentos de Economia Solidária Gerenciados por Mulheres
Em maio de 2013, em parceria com o Consulado da Mulher, a Asplande realizou o 3° Encontro de Trocas de Experiências entre Empreendimentos de Economia Solidária Gerenciados por Mulheres. No evento, 50 mulheres empreendedoras assessoradas por pelo menos um dos dois institutos, compartilharam suas experiências e puderam se integrar com participantes. O evento tinha como pilares a autogestão, cooperação, solidariedade e alternativas de geração de renda em comunidades. 

### Projeto Mulheres em Rede Tecendo Teias de Solidariedade e Conhecimento
Apoiado pela Petrobras e em parceria com a Associação das Costureiras do Cantagalo e do Grupo de Mulheres Arteiras da Tijuca, o projeto visa dar suporte técnico por meio de cursos, oficinas e encontros com as mulheres empreendedoras das comunidades Cantagalo, Pavão, Pavãozinho e Borel, na Zona Sul do Rio de Janeiro, com mais de 90 mulheres participantes. O projeto visa ampliar oportunidades para as mulheres com geração de renda e formação cidadã.   O projeto foi apoiado também pela Fundação São Joaquim.
Alguns dos encontros realizados em 2013 contaram com a presença de representantes do Estado como Adriana Mota, da Secretaria de Estado de Assistência Social e Direitos Humanos, e Maria América Pires, Coordenadora de Políticas de Gênero. 

### Parceria com FGV Direito
No dia 19 de agosto, o Projeto Mulheres em Rede da Cooperação Asplande recebeu alunos do curso de Direito da Fundação Getúlio Vargas, que deram assessoria jurídica gratuita às empreendedoras do projeto. Foram realizados 15 encontros entre as mulheres e os voluntários. 